# Ohlsbach (Dernbach)
Der Ohlsbach ist ein gut ein Kilometer langer Bach im südöstlichen Pfälzerwald auf der Gemarkung der Ortsgemeinde Ramberg im rheinland-pfälzischen Landkreis Südliche Weinstraße, der von links und Osten in den Dernbach mündet.

## Geographie

### Verlauf
Der Ohlsbach entspringt im Pfälzerwald östlich von Ramberg auf etwa 321 m ü. NHN in einem Mischwald am Südhang des Mühlberges. Seine Quelle liegt noch auf dem Gebiet der Gemeinde Ramberg direkt an der Gemeindegrenze zu Dernbach.
Er fließt zunächst etwa 30 m in nordwestlicher Richtung, unterquert dann einen Waldpfad und wendet sich nach Westen. Er läuft nun durch die Wiesenflur In den Ohlsbach und dreht dabei mehr und mehr nach Nordwesten. Er erreicht dann die Ortlage von Rambach und unterquert die Dekan-Schill-Straße. Er passiert danach die Ortschaft teils unterirdisch verdolt bis zur Ortsmitte, schwenkt dann nach Norden und kreuzt auf der Höhe der Katholische Pfarrkirche St. Laurentius westwärts die Hauptstraße und mündet schließlich in Ramberg auf etwa 232 m von links in den Dernbach.

### Einzugsgebiet
Das Einzugsgebiet des Ohlsbaches hat eine Größe von 1,2 km². Es wird im Norden durch das Einzugsgebiet des Talbaches, im Nordosten und Osten durch das der Speyerbachzufüsse Modenbach, bzw. Hainbach und im Süden durch das des Leinbaches begrenzt.

## Sehenswürdigkeiten
An der Südgrenze seines Einzugsgebietes liegt die Ruine der Burg Neuscharfeneck.